# Slaget vid Stäket

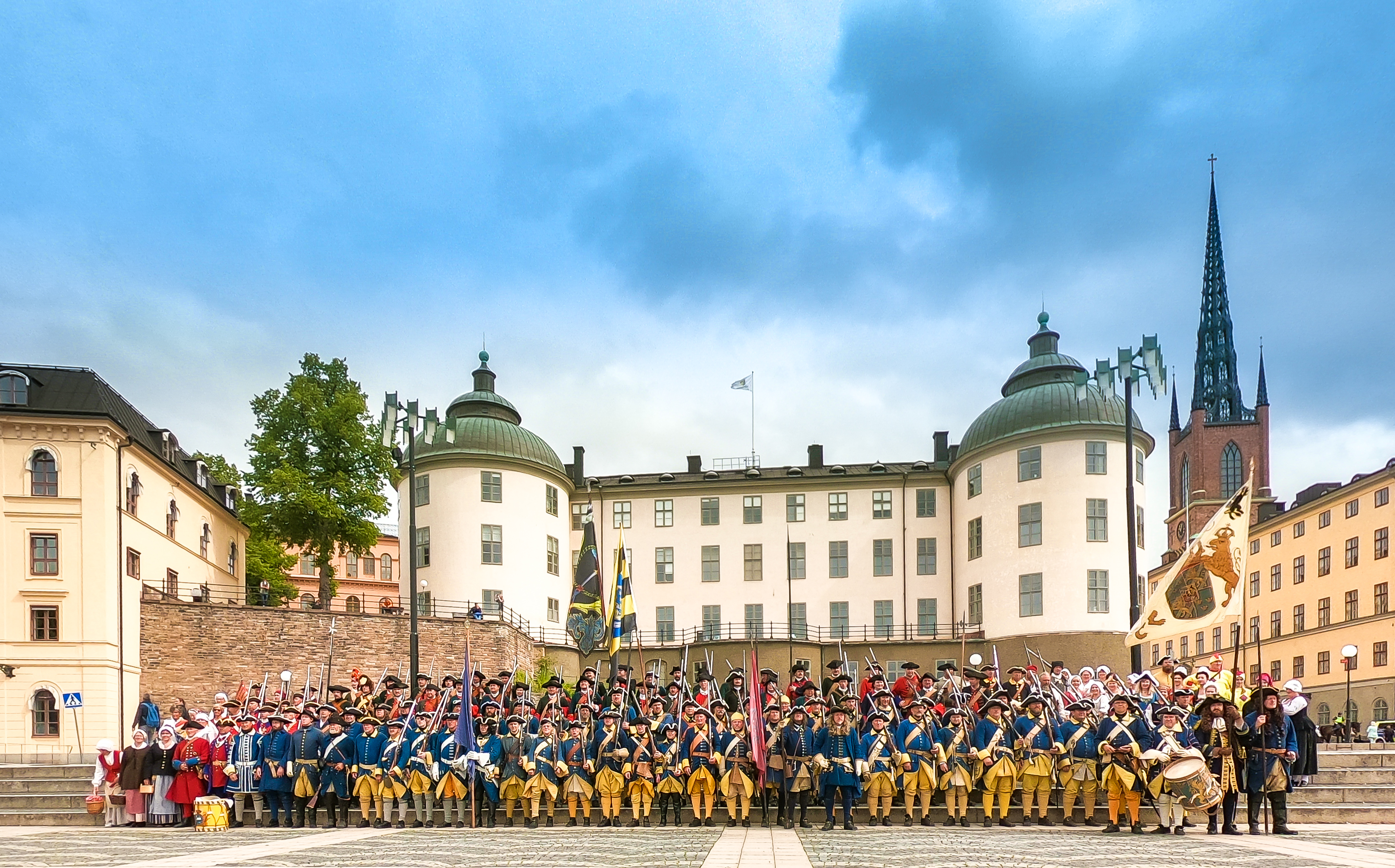
Under 300-årsdagarna för slaget vid Stäket arrangerades en rad historiska uppvisningar i Stockholm med omnejd. Historiska föreningar från flera länder var tidsenligt klädda i uniformer från 1700-talet. Här är ryska och svenska soldater uppställda på Riddarholmen nedanför Wrangelska palatset inför paraden genom staden och uppvisningen på kaserngården till Armémuseum.

Slaget vid Stäket i Stockholms skärgård var ett slag under det stora nordiska kriget, ett led i rysshärjningarna längs svenska östersjökusten. Ryssarna ville tvinga den svenska regeringen till fredsförhandlingar, vilket till sist lyckades. I augusti 1719 hotade de ryska galärerna att nå Stockholm via Baggensstäket, vilket ledde till ett slag till lands och sjöss. Utgången av slaget var oklar. Båda sidor utropade sig som segrare. Ryssarna avbröt efter slaget sina försök att närma sig staden. Flottenheten i fråga var för liten för att utgöra en egentlig invasionsstyrka, och angreppet var nog snarare avsett som ett led i den allmänna terrorkampanjen.

## Förlopp
| Fjodor Apraksin (t.v.) och Rutger Fuchs. |  | Fjodor Apraksin (t.v.) och Rutger Fuchs. |
| Fjodor Apraksin (t.v.) och Rutger Fuchs. |  |                                          |

I juli 1719 siktades en rysk flottavdelning på Baggensfjärden, men sedan ryssarna bränt Boo gård, seglade de åter ut. Därefter vidtogs försvarsåtgärder under ledning av fortifikationsöversten Baltzar von Dahlheim. Vid Knapens hål sänktes några stenlastade skutor, och vid Stäkets krog anordnades inre försänkningar, bakom vilka grova bommar lades tvärs över sundet; vidare utfördes förhuggningar och ett retranchemang (skottfältsröjning) av skogen vid Knapens hål samt en skans med ett mindre batteri vid krogen. Arkeologiska undersökningar har visat att träbefästningar delvis anlades i anslutning till några vikingatida gravfält på Baggensstäkets södra strand.
Den 13 augusti 1719 siktades en rysk galärflotta under befäl av den ryske generalamiralen Fjodor Apraksin. Omkring klockan ett började fienden landstigning vid Boo och vid stärkelsebruket öster om Skogsö gård. Mot de hastigt tillväxande ryska skarorna kunde von Dahlheim bara ställa två bataljoner Östgöta tremänningar och några 24-pundiga kanoner, vartill kom tre galärer och en styckepråm västerut i Lännerstasundet under kommendör von Groth. Den ryska styrkans storlek har angivits av en del samtida källor till 6000 man, siffran anses idag som något överdriven. Den svenska styrkan var med cirka 1200 man betydligt mindre.
Första anfallet, som gällde Stäkesundsskansen, slogs tillbaka, men mellan klockan fyra och fem ryckte en större rysk styrka fram mot retranchemanget, och samtidigt fördes såväl flera fartyg som trupper på Boolandet mot den främsta försänkningen i vattnet. Dahlheim, som under striden sårades svårt i huvudet, lyckades dock slå tillbaka den ena stormningen efter den andra. Först mot kvällen, just när en ny rysk styrka försökte kringgå befästningarna, började begärd hjälp anlända, först den ena och så den andra Södermanlandsbataljonen under överste Rutger Fuchs samt slutligen Västmanlands- och Dalregementena; och då Dahlheim trots sin svåra skada samtidigt skickade fram sina trupper ur förskansningarna blev ryssarna snart tillbakadrivna och inskeppade sig i skydd av mörkret.
Den 14 augusti var en böndag och man beslöt att inte förfölja ryssarna annat än för att spana efter dem och se efter vart de ämnade sig härnäst. Kapten Erik Björkebohm vid Östgöta 3-männingsregemente berättar ur minnet efter drabbningen: då iag ock blef Commenderat med en sluup att reckougnociera hwart åt Ryska Flåttan tog sin kosa, hade dem ock i ögna sihsta femb mihl i skiären. Södermanlands regemente hade under eldgivningen avlossat över 17 000 skott och ammunitionen höll på att ta slut. På svenska sida hade 30 man stupat och 71 blev sårade. De stupade svenska soldaterna begravdes troligen på Boo gamla kyrkogård som ännu finns kvar på Skogsöns östra udde. De ryska förlusterna är svårbedömda men torde ha varit cirka 400 till 500 man.

## Den taktiska uppställningen vid slagets början

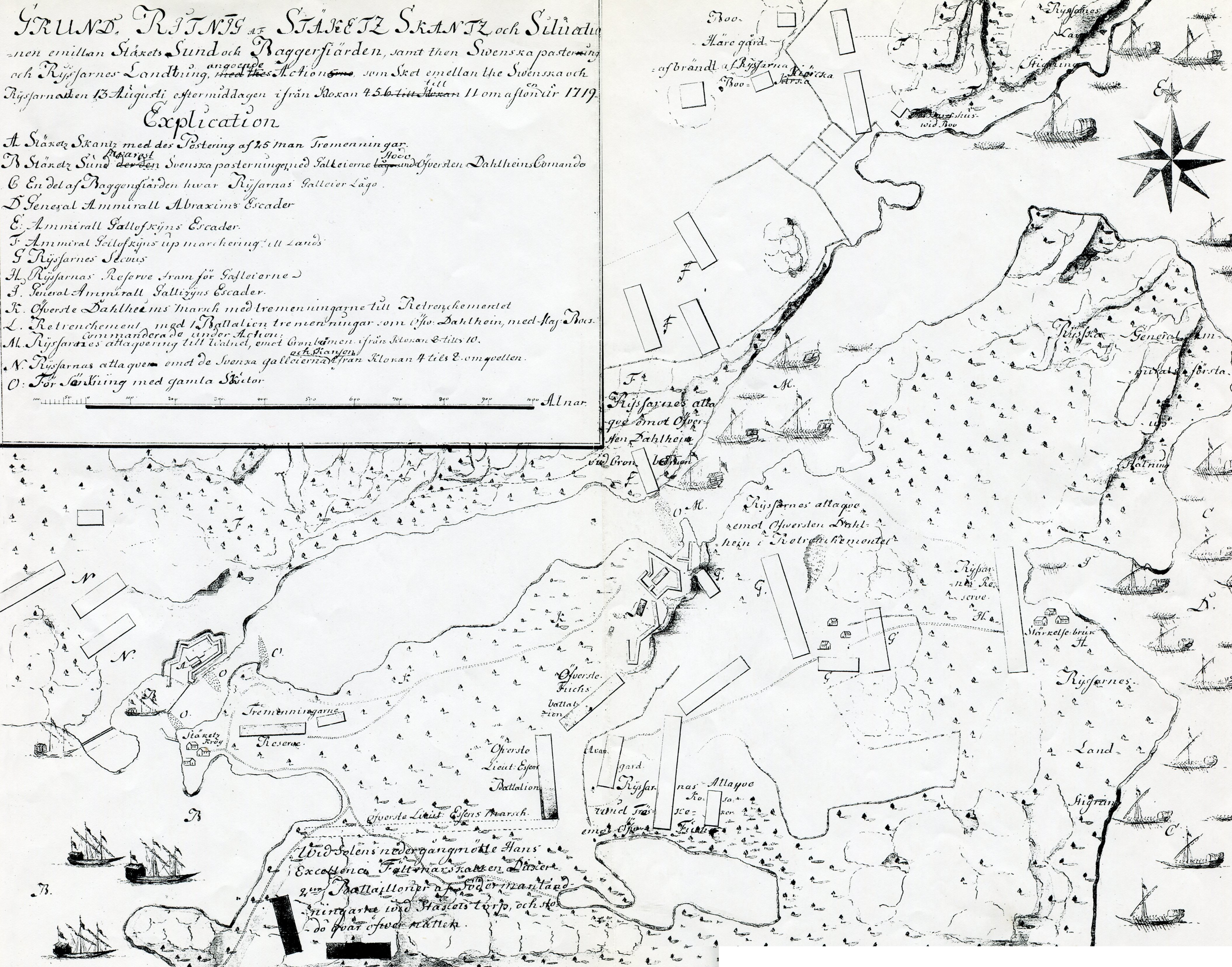
Slaget vid Stäket: Den taktiska uppställningen vid slagets början. I vänstra delen av bilden skansen vid Stäkesund på Boo sidan. I mitten skansen vid Knapens hål på Skogsö där själva huvudstriden ägde rum.
Kartan är gjord i efterhand av Baltzar von Dahlheims son, Carl Fredrik von Dahlheim, och inte helt tillförlitlig.

## Dagens syn
Slaget vid Stäket kan inte rekonstrueras i detalj utifrån arkivhandlingarna eftersom de tre huvudbefälhavarnas skildringar inte stämmer överens. Förmodligen har alla, medvetet eller omedvetet, velat framhäva sin egen betydelse. Arkeologen Tomas Englund inledde 2004 under medverkan av Bo Knarrström arkeologiska undersökningar med metallsökare på slagfältet och år 2006 sökdykningar i farleden, vilket gav helt nya möjligheter att diskutera händelserna under slaget.

## Minnessten

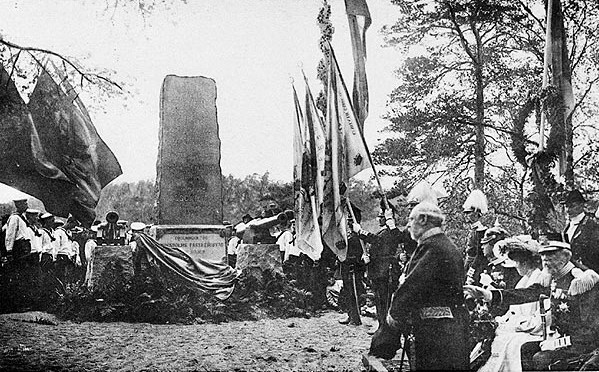
Avtäckning av Skogsömonumentet 1905.

År 1905 reste Föreningen för Stockholms fasta försvar en minnessten, det så kallade Skogsömonumentet, med två kanoner på höjden vid Baggensstäkets södra sida, för att hedra och påminna om slaget vid Stäket. Stenen avtäcktes den 8 juli 1905 i närvaro av Oscar II.